# Barbro Karlén
Barbro Karlén (geboren am 24. Mai 1954 in Göteborg, Schweden; gestorben am 12. Oktober 2022 in Kalifornien, USA), später unter dem Namen Barbro Ask-Upmark, war eine schwedische Schriftstellerin, die Prosa und Poesie verfasste. Zudem war sie eine bekannte Dressurreiterin.

## Biografie

### Familie
Barbro Karlén war die Tochter von Sölve Karlén und Maria Carlsson; ihr leiblicher Vater war der Mediziner und Professor Ask-Upmark, der sie anerkannte und dessen Namen sie später annahm. Mit 17 Jahren heiratete sie Lars Sjögreen. Ihr Sohn, der Musiker Erik Ask-Upmark wurde 1973 geboren. Kurz darauf ließ sie sich scheiden. Danach wollte sie einen Beruf ergreifen und ging zur berittenen Polizei.
Im Jahr 1999 übersiedelte sie in die USA, wo sie als Dressurreiterin Erfolg hatte. Barbro Karlén starb nach langer schwerer Krankheit am 12. Oktober 2022.

### Schriftstellerin
Karlén wurde schon in jungen Jahren eine bekannte Schriftstellerin. Ein Buch mit ihren Gedichten, Människan på jorden („Der Mensch auf Erden“), wurde veröffentlicht, als sie 12 Jahre alt war und avancierte bald zum Bestseller. Sie wurde daraufhin in Schweden als Wunderkind angesehen.

#### Karlén und Anne Frank
Eine wichtige Rolle in Karléns Leben spielte Anne Frank. Schon als Kind behauptete Barbro, Erinnerungen an ihr Leben als Anne Frank zu haben. In ihrem autobiographischen Buch ...und die Wölfe heulten schildert sie ein Erlebnis, wie sie als Kind auf einer Reise nach Amsterdam, den Weg zum Anne Frank Haus aus ihrer Erinnerung selber fand und wies darauf hin, dass im Haus Änderungen vorgenommen worden waren gegenüber dem Zustand zu Anne Franks Zeit.
Binjamin Wilkomirski, der über seine Erlebnisse im Holocaust schrieb und später als Schwindler entlarvt wurde, verurteilte Kaléns Behauptungen als Unsinn, als moralische Unverschämtheit. Er erklärte, dass Barbro «einfach verwirrt» sei. Aufgrund des großen Aufsehens und des Streites ums Thema Reinkarnation zog sich Karlén für lange Zeit aus dem öffentlichen Leben zurück.

#### Dressurreiterin
Karlén, jetzt unter dem Namen Ask-Upmark, hatte auch eine Karriere als Dressurreiterin. Sie gewann 2002 die Goldmedaille der United States Dressage Federation und später 2006 deren Silber- und Bronzemedaille. Ab 2006 arbeitete sie für Racewood Simulators als Expertin und Entwicklerin von Simulatoren für die Ausbildung und das Training von Dressurreitern. Ab 2016 arbeitete sie am Tryon International Equestrian Center & Resort in derselben Funktion.

## Publikationen
- Barbro Karlén: Der Mensch auf Erden. Perseusverlag, Basel, ISBN 978-3-907564-20-2.
- Barbro Karlén: Eine Weile im Blumenreich. Perseusverlag, Basel, ISBN 978-3-907564-14-1.
- Barbro Karlén: Der Brief der Lehrerin. Perseusverlag, Basel, ISBN 978-3-907564-13-4.
- Barbro Karlén: Als der Sturm kam. Perseusverlag, Basel, ISBN 978-3-907564-18-9.
- Barbro Karlén: …und die Wölfe heulten. Autobiografie. Perseusverlag, Basel, ISBN 978-3-907564-25-7.

## Film
- Barbro Karlén and Anne Frank. DVD (Englisch). Perseusverlag, Basel, ISBN 978-3-907564-73-8.